# Lodge Grass
Lodge Grass – miasto w Stanach Zjednoczonych, w stanie Montana, w hrabstwie Big Horn.